# Meersaite

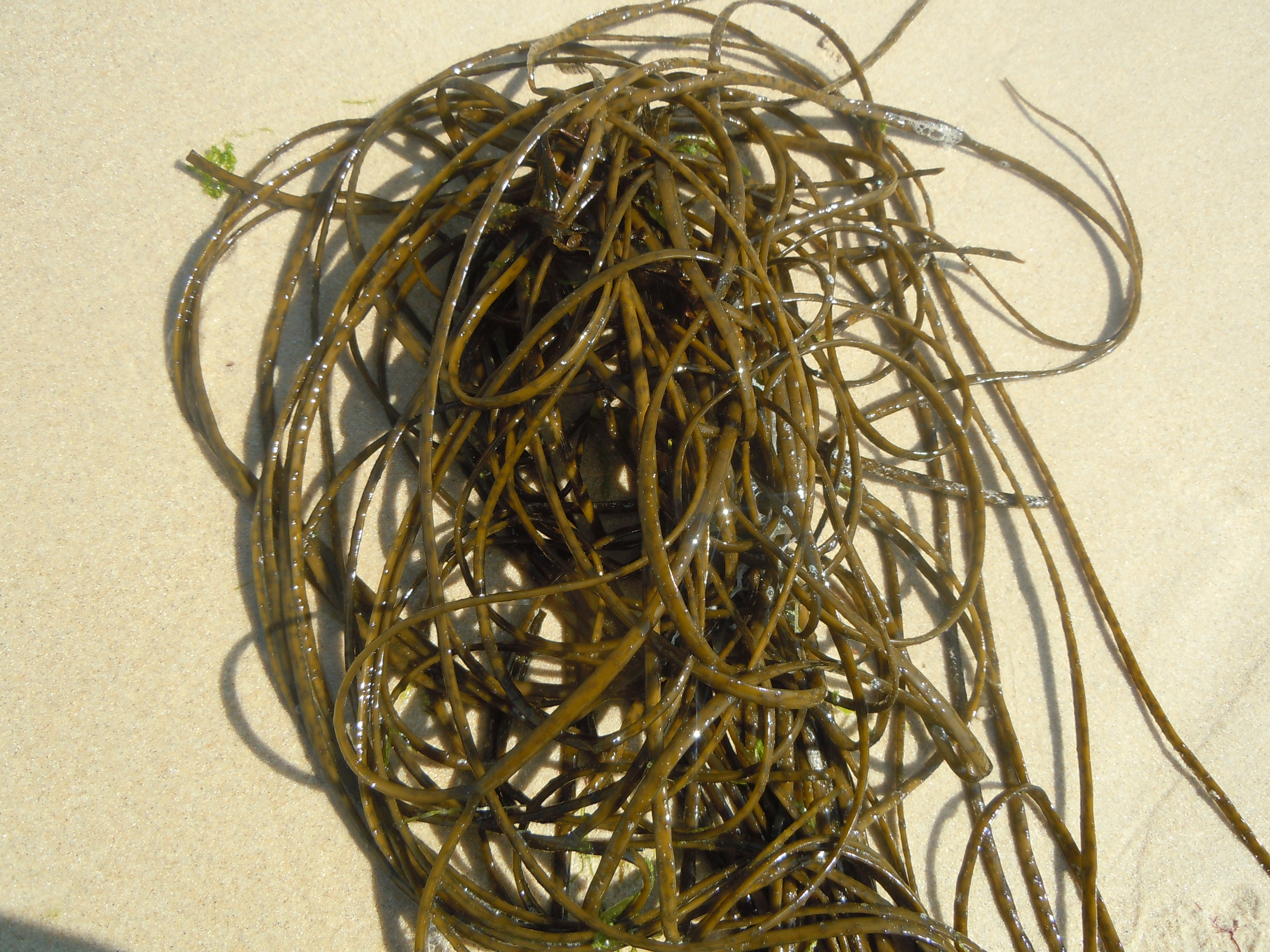
Meersaite, angeschwemmte Knäuel

Die Meersaite (Chorda filum), auch Gemeine Meersaite genannt, ist eine schnurförmige Braunalge aus der Gruppe der Laminariales. Sie ist an den Meeresküsten der Nordhalbkugel weit verbreitet und kommt auch in der Nordsee und Ostsee vor.

## Beschreibung
Die Meersaite ist ein dunkel- bis olivbrauner Seetang von schnurartiger Gestalt. Der Thallus ist am steinigen Untergrund mit einer kleinen runden Haftscheibe festgewachsen. Daraus entspringen mehrere unverzweigte, runde Schnüre, die zwei bis sechs (selten bis zu zehn) Meter lang werden können. Ihr Durchmesser beträgt zwei bis fünf Millimeter und verschmälert sich zur Basis und zum Ende hin. Junge Schnüre sind dicht und kurz farblos oder gelblich behaart. Die älteren, verkahlten Schnüre sind innen hohl und mit Luft gefüllt, wodurch der Thallus Auftrieb erhält und im Wasser aufrecht gehalten wird. Die Schnüre sind oft seilartig umeinander gewunden.

## Entwicklungszyklus
Der sichtbare Tang ist der Sporophyt. Er erscheint im Frühling, in der Nordsee etwa ab April, und lebt bis Mitte September. Ab Anfang Juli werden die Sporen gebildet. Die Sporangien umgeben dann zusammen mit Paraphysen als Schicht fast die ganzen Schnüre, nur der unterste Abschnitt bleibt frei davon. Wie bei allen Laminariales besteht die Generation der Gametophyten aus mikroskopisch kleinen Zellfäden.

## Vorkommen
Die Meersaite ist an den Küsten der Nordhalbkugel in kalten und gemäßigten Klimazonen weit verbreitet. Im Nord- und Nordost-Atlantik kommt sie von Grönland bis zu den Kanarischen Inseln vor. In der Nordsee wurde sie bei Helgoland und im Nord- und Westfriesischen Wattenmeer nachgewiesen, ebenso in der westlichen Ostsee. Außerdem kommt sie stellenweise im Mittelmeer vor. Im Nordwest-Atlantik erstreckt sich ihr Areal von Labrador bis nach New Jersey. Im Pazifik ist sie an den Küsten von Japan, China und Alaska verbreitet.
Die Meersaite wächst auf kleinen Steinen, Schotter oder Muscheln knapp unterhalb der Niedrigwasserlinie (bis maximal fünf Meter Tiefe) und in der untersten Gezeitenzone. Bei Niedrigwasser sieht man ihre verknäuelten Stränge an der Wasseroberfläche fluten. Gelegentlich siedelt sie sich auch epiphytisch auf anderen Algen an. Die Meersaite bevorzugt geschütztere Buchten und fehlt an Küsten, die starken Wellen ausgesetzt sind. Bei Stürmen kann sie mitsamt ihrer Unterlage an ruhigere Standorte verfrachtet werden. Sie toleriert geringeren Salzgehalt, so dass sie auch in Flussmündungen und in der Ostsee gedeihen kann.

## Ökologie
Die Meersaite ist oft dicht von Epiphyten bewachsen, darunter häufig die Rotalgen Polysiphonia violacea und Roter Horntang (Ceramium virgatum), die Grünalgen Meersalat (Ulva lactuca) und Gewellter Darmtang (Ulva linza) sowie die Braunalge Hincksia granulosa.

## Systematik
Die Erstbeschreibung der Art erfolgte 1753 durch Carl von Linné in Species Plantarum unter dem Namen Fucus filum. Der englische Botaniker John Stackhouse stellte die Art 1797 in die Gattung Chorda (In: Nereis britannica). Chorda filum ist die Typusart dieser Gattung.
Synonyme sind Fucus filum L., Ceramium filum (L.) R.H.Wiggers, Chordaria filum (L.) C.Agardh, Scytosiphon filum (L.) C.Agardh, Chondrus filum (L.) J.V.Lamouroux und Fucus filiformis Strøm. Die behaarten Jugendformen wurden früher als eigene Taxa beschrieben (Chorda filum var. thrix W.J.Hooker, Chorda filum var. subtomentosa Areschoug, Chorda filum f. subtomentosa (Areschoug) Kjellman), diese sind ebenfalls synonym.